# Гилда Мудри
Гилда (око 500- око 570), познат и као Свети Гилда Мудри, био је клирик и историчар. Представља једног од најбоље познатих духовника из 6. века са Британских острва. Познат по учености и књижевном стилу у средњем веку је прозван Гилда Мудри (лат. Gildas Sapiens). Његово најпознатије дело је О пропасти и освајању Британије (лат. De Excidio et Conquestu Britanniae), које прати историју постримске Британије, и једини је обимнији извор о овом периоду који је настао недуго после догађаја које описује.

## Биографија
Постоје две различите верзије Гилдиног житија, старије, које је написао анонимни монах у 9. веку, и млађе, које је написао Карадог из Ланфаркана средином 12. века. Ипак, два житија су међусобно контрадикторна тако да су поједини историчари сматрали да се односе на две различите личности тј. да су постојала двојица различитих светаца са истим именом. Данас је преовладало мишљење да је постојао један Св. Гилда, а да су разлике у житијима настале јер су оба списа настала у различито време, вековима од Гилдине смрти и да одражавају различите традиције, пошто је раније написано у Бретањи, а позније у Енглеској. Сматра се и да је Житије из Риса, писано у 9. столећу, веродостојније.
Оба житија се слажу у томе да је Гилда рођен на обали реке Клајд, у данашњој Шкотској, и да је био пореклом из краљевске породице. Одрекао се владарског наслеђа и окренуо монашком животу, постао је поштовани учитељ, мисионар који је многе преобратио у хришћанство, основач бројних манастира у Британији и Ирској. Пре него што се повукао у пустињачки живот отишао је на ходочашће у Рим. Саставио је значајан историографски спис О пропасти и освајању Британије.

### Житије из Риса (9. век)
Старије житије Св. Гилде саставио је непознати калуђер у 9. веку манастиру у Рису у Бретањи који је сам Гилда основао. Према овом извору
Гилда је био син краља Кауна, владара Стратклајда, у Хен Огледу (Стари Север), у бритском региону у северној Британији. Имао је четворицу браће, при чему је Куилум наследио оца на престолу, док су се преостала браћа замонашила. Гилда је као дечак био послат у манастир Св. Теодосија у Гламоргану где се школовао под надзором опата Хилдутија у друштву Св. Самсона из Дола и Св. Павла из Леона. Његов учитељ Хилдутије био је веома брижан и подучавао га је ревносно. Гилда је учио слободне вештине и познавање Св писма, али је на крају изабрао богословље и, упркос племенитом пореклу, посветио се духовничком животу.
Пошто је завршио школовање, Гилда је отпутовао у Ирску где је рукоположен за свештеника. Касније се вратио у своју постојбину у северној Британији где је успешно радио као мисионар на преобраћењу многобожачких племена. Тада га је врховни краљ Ирске Ајнамерик (566-569) замолио да се врати у Ирску и да успостави ред у оквиру локалне хришћанске цркве, као и да поново учврсти хришћанство на острву. Гилда се одазвао позиву и пропутовао је Ирску. Узпут је преобраћао становништво, градио цркве и оснивао манастире. Затим је отпутовао у Рим и Равену, где је извео многа чуда, рецимо у Риму је убио змаја. Иако је првобитно планирао да се врати у Британију, населио се на острву Хоут, недалеко од обале Бретање. Ту је водио пустињачки живот. У то време проповедао је и бременитој Нонити, мајци Св. Давида Велшког.
На крају, Гилду су пронашли они који су желели да им буде учитељ, тако да је у Бретањи основао манастир. На обали реке Блаве основао је капелу за молитву, која је прерасла у манастир Св. Гилде у Рису (фр. Saint-Gildas-de-Rhuys). Фрагменти Гилдиног писма откривају да је саставио и монашко правило које није било строго као правило Св. Давида. Десет година по напуштању Британије написао је епистоларну књигу у којој је искритиковао петорицу британских краљева. Умро је и Рису 29. јануара. Његово тело је, у складу са последњом жељом, стављено на брод и пуштено у море. Три месеца касније, 11. маја, житељи Риса су пронашли брод у једном заливу са очуваним Гилдиним телом. Тело је пренесено у Рис и сахрањено тамо.

### Житије из Ланфаркана (12. век)
Млађе Житије Св. Гилде написао је Карадог из Ланфаркана, пријатељ Галфреда из Монмута и његових норманских патрона. Житије је написано у 12. веку на основу Житија Св. Кадока. Према овом извору Гилда је био син шкотског краља Науа. Нау је, наводно, имао двадесет и четири сина, који су сви редом били победоносни ратници. Гилда је у младости проучавао књижевност, а затим је напустио домовину и отишао у Галију, где је остао на студијама седам година. Када се вратио, донео је са собом богату библиотеку, и постао је тражен учитељ. У све три краљевине у Британији, Гилда је важио за најцењенијег учитеља.
У овој верзији житија, Гилда је био савременик краља Артура, кога је ценио и желео да следи. Међутим, Гилдина браћа су се стално бунила против њиховог законитог владара. Гилдин најстарији брат Хјуел није хтео да се покори било ком владару, чак ни Артуру. Хјуел је често одлазио из Шкотске како би заметао кавгу и доносио плен. Током једне од пљачки, Хјуела је стигао и погубио Артур. Када су вести о Хјуеловој смрти стигле до Гилде у Ирској, светац је био опрхван тугом, али је нашао снагу да опрости Артуру и моли се за спас његове душе. Гилда је тада отпутовао у Британију, где се лично сусрео са Артуром, пољубио га док га је краљ молио за опрост. Артур је прихватио епитимију због убиства Гилдиног брата.
Након ових дешавања Гилда је био предавач у школи Св. Кадока, пре него што се повукао на тајно острво на седам година. Пирати са Оркнијских острва су опљачкали Гилдино острво и одвели његове пријатеље као робље. Ожалошћени Гилда је тада напустио острво и отишао у Гластонбери у земљи краља Мелваса, владара Самерсета. Мелвас је отео и силовао Артурову жену Гиневру коју је затим одвео у утврђени Гластонбери. Артур је стигао са намером да опседне град, али је Гилда посредовао између двојице краљева који су склопили мир пошто је Мелвас ослободио Гиневру. Жељан пустињачког живота, Гилда се повукао на обалу реке код Гластонберија где је саградио испосницу. Када је преминуо сахрањен је у Гластонберијској опатији, испод пода цркве Св. Марије.

### Култ
Гилдине мошти су поштоване у опатији коју је основао у Рису све до 10. века када су пренесене у Бери. У 18. веку, наводно, пребачене су даље у катедралу у Вану. Гилда се поштује и као светац заштитник неколико цркава и манастира у Бретањи и његово име се слави 29. јануара.

### Каснија традиција
Гилди се приписује и црквена химна позната под називом Оклоп (лат. Lorica), молитва за избављење од зла, која садржи речи на хиберно-латинском. Приписује му се и изрека забележена у рукопису бр. 27 из Ланстефана.
У велшком спису о генеологији светаца под називом Потомак свеца (вел. Bonedd y Saint) забележено је како је Гилда имао три сина и кћер. Гвиног и Нејтан се спомињу у најстаријим варијантама списа, заједно са сестром Долгар. У каснијим верзијама спомиње се и трећи син Тајдох. Јоло Моргануг је додао и Св. Кенида на списак Гилдиних потомака.
Историчар Дејвид Дамвил сматрао је да је Гилда био учитељ Финијана из Мовила, који је пак био учитељ Св. Колумби из Јоне.

## Св. Гилда икраљ Артур
Према Велшким аналима, Гилда је био савременик краља Артура. Међутим, у свом делу Гилда нигде не спомиње Артура поименце.
Житије из Ланфаркана садржи и најранију верзију епизоде о отмици Гиневре, честу у каснијој књижевности о Артуру. Карадог је такође записао да су се Гилдина браћа побунила против Артура одбијајући да га прихвате за господара. Артур је гонио Хјуела, најстаријег од браће, и на крају га убио. Хјуелово непријатељство према Артуру било је, изгледа, популарна тема: у велшкој прозној причи Кулвич и Олвен, написаној око 1100. године, Хјуел се помиње као Артуров непријатељ. У северном Велсу дуго се одржала традиција да је Хјуел погубљен у Ритину, где је на градском тргу чуван камен за погубљења. Други Гилдин брат, Келин, смештен је у североисточни кутак Англсија.

## О пропасти и освајању Британије
Главно Гилдино дело, О пропасти и освајању Британије и плачном прекору краљевима, првацима и свештеницима (лат. De Excidio et Conquestu Britanniae ac flebili castigatione in reges, principis et sacerdotes), је проповед у стодесет кратких поглавља у којој се осуђују дела ауторових савременика, световњака и свештеника. Први део, Историја (лат. Хисториа); 1-26 поглавље) састоји се од Гилдиног увода и кратког излагања о римској Британији од римског освајања у доба принципата све до Гилдиног времена. Описао је дела Римљана и жалбе Брита који су, на крају, упутили римској војсци, која се повукла у Галију, последњу молбу за помоћ. Гилда је своје сународнике Брите корио због њихових грехова, али је и хвалио јунаке попут Амброзија Аурелијана кога је први поменуо као вођу отпора надолазећим Саксонцима. Под вођством Амброзија Аурелијана, удружени Брити су потукли Саксонце у бици на Бадонском горју. Сам Гилда пише да је рођен у години ове битке, што је и једини аутобиографски податак у његовој историји. Овај окршај се не може прецизно датовати. Узима се да се битка одиграла негде између 494. и 516. године. У каснојој традицији, победа над Саксонима на Бадонском горју се приписује краљу Артуру.
Други део Гилдиног дела, од 27. до 110. поглавља назива се Посланице (лат. Epistola). У њима аутор износи оптужбе на рачун краљева, првака и свештеника. Осуђује петорицу бритских краљева: Константина, Аурелија Конана, Вортипорија, Кунегласа и Мелгона. Ови владари познати су само из поглавља 27-36 Гилдине историје. Затим Гилда у поглављима 37-63 напада кнежеве, а на крају и свештенике у поглављима 66-110. Прекори свештенству писани су у складу са библијским обрасцима па се данас у историографији сматрају за најмање веродостојан део читавог списа .
Гилдина дела објављена су у тому 69 серије Patrologia Latina.